# Bergdís Ellertsdóttir
Bergdís Ellertsdóttir (nascida em 1962) é uma diplomata islandesa, atual embaixadora da Islândia nos Estados Unidos. Foi representante permanente da Islândia nas Nações Unidas entre 2018 e 2019. Desde 1991, quando ingressou no Ministério dos Negócios Estrangeiros da Islândia, ela tem desfrutado de uma rica carreira diplomática com atribuições que cobrem a NATO, a EFTA e a União Europeia. Foi também embaixadora da Islândia na Bélgica, Países Baixos, Luxemburgo, Suíça e San Marino. Desde de 1 de julho de 2019 ela é a embaixadora da Islândia nos Estados Unidos.

## Biografia
Nascida na Islândia em 1962, Bergdís Ellertsdóttir frequentou a Universidade de Friburgo na Alemanha, onde estudou alemão (1982–1983), seguido de ciência política, inglês e história (1983–1985). Ela passou a estudar ciências políticas e inglês na Universidade da Islândia, graduando-se em 1987. Ela completou os seus estudos na Universidade de Essex, onde recebeu um MA em Estudos Europeus em 1989.
Em 1991, Bergdís Ellertsdóttir ingressou no Ministério dos Negócios Estrangeiros da Islândia, onde foi primeira secretária no departamento de comércio. Ela então ingressou na Embaixada da Islândia em Bonn, Alemanha, onde foi vice-chefe da missão. De 2000 a 2003, foi vice-directora do departamento político que trata de questões de segurança, NATO, OSCE e relações bilaterais com os Estados Unidos, Canadá e Rússia. Em 2003, ela tornou-se vice-directora-geral do departamento de comércio do ministério dos negócios estrangeiros, tornando-se directora-geral de segurança internacional e desenvolvimento em 2007.
No mesmo ano, foi nomeada Secretária-Geral Adjunta da EFTA em Bruxelas, exercendo funções até 2012. Ela foi a negociadora-chefe do Acordo de Livre Comércio Islândia-China em setembro de 2012. Em setembro de 2014, ela foi nomeada chefe da Missão da Islândia na União Europeia, bem como embaixadora da Islândia na Bélgica, Holanda, Luxemburgo, Suíça e São Marino.
Em agosto de 2018, Bergdís Ellertsdóttir foi nomeada representante permanente da Islândia nas Nações Unidas. No mês de outubro seguinte, foi anunciado que ela seria a embaixadora da Islândia nos Estados Unidos.